# Anomis leptocypha
Anomis leptocypha är en fjärilsart som beskrevs av Louis Beethoven Prout 1926. Anomis leptocypha ingår i släktet Anomis och familjen nattflyn. Inga underarter finns listade i Catalogue of Life.